# Kikuko Kanai
Kikuko Kanai (japanisch 金井 喜久子, * 13. März 1911 in Präfektur Okinawa, Japan; † 17. Februar 1986 in Tokio, Japan) war eine japanische Komponistin. Sie war eine der ersten Japanerinnen, die westliche klassische Musik komponierte, und sie widmete sich dem Sammeln japanischer Volkslieder, von denen viele die Grundlage für ihre Orchester- und Chorwerke bildeten. In Japan erlangte sie Anerkennung, weil sie als eine der ersten Komponistinnen Interesse an der Musik der Ryūkyū-Inseln zeigte und einige deren Besonderheiten in ihre Werke einfließen ließ.

## Leben und Werk
Kanai wurde als Kikuko Kabira (川平喜久子) auf der Insel Miyako-jima geboren, die heute zur japanischen Präfektur Okinawa gehört. Im Alter von 8 Jahren lernte sie Koto und später lernte sie auch Biwa und Geige zu spielen. Nach ihrem Abschluss an der Ersten Öffentlichen Frauenoberschule der Präfektur Okinawa studierte sie Gesang an der Tōkyō Geijutsu Daigaku.
1932 heiratete sie Kanai Shinshiro, einen Posaunisten an der Handelsuniversität Tokio, und nahm den Namen Kanai an. Mit Unterstützung ihres Mannes begann sie als erste Japanerin 1935 ein Studium an der Universität der Künste Tokio und entschied sich für ein Kompositionsstudium. Nach ihrem Abschluss dort setzte sie ihr Studium bei Go Taijirô fort, einem Schüler von Klaus Pringsheim und spezialisierte sich auf japanischen Gesang.
Ab 1940 erhielt sie Orchesterunterricht bei Otaka Hisatada und ab 1947 studierte sie bei dem Komponisten Hirao Kishio.
1940 war sie die erste Japanerin, die eine Sinfonie schrieb und aufführte. In den 40er Jahren erlebte sie ihren Durchbruch im Konzertleben, vor allem unterstützt von Hisatada, der das Tokyo Symphony Orchestra dirigierte und Werke von ihr aufführte.
1954 studierte sie die Zwölftontechnik bei Hans-Joachim Koellreutter, als sie als Repräsentantin Japans an der 7. Internationalen Volksmusikkonferenz in São Paulo teilnahm.
Kanai wuchs mit der traditionellen Musik Okinawas auf und als sie in Tokio ihr Studium der westlichen Musik begann, unternahm sie den Versuch, beides zu verbinden. 1953 besuchte sie ihre Heimat Okinawa. Sie recherchierte zu Volksliedern, Kinderreimen und Melodien von den Inseln Okinawa, Iejima, Miyakojima und Yaeyamajima. In dem Haus eines Shamisen-Lehrers transkribierte sie die Shamisen- und Textteile in ein westliches Musical. Nach einigen Jahren veröffentlichte sie Ryukyu no Minyo.
Sie widmete sich dem Sammeln, Transkribieren und Veröffentlichen von über tausend Volksliedern, die die Grundlage für ihre zahlreichen Orchester-, Kammerchor- und anderen Werke bildeten. Zu diesen Symphonien gehören eine Oper, Tale of Okinawa, und der Soundtrack des Hollywood-Films The Teahouse of the August Moon. Dieser Film spielt in Okinawa unter US-Militärherrschaft und Marlon Brando spielte die Hauptrolle.
Sie schuf viele Werke mit okinawanischen Volksliedern, wie das Kabuki-Drama Tosen Monogatari, Ballettmusik, Operette und Variationen von Tingusa no Hana für Flöte und Klavier. Sie schrieb mehr als 150 Werke für Orchester, Chor und Bühne (einschließlich Ballett und Oper) sowie Kammermusik und Stücke für Soloklavier.
Kikuko widmete ihr Leben dem Frieden in Okinawa und setzte sich für den Bau des Okinawa Prefectural Peace Memorial Museum ein.
Kanai starb 1986 in Tokio im Alter von 80 Jahren.

## Auszeichnungen und Ehrungen
- 1955: Mainichi Publishing Culture Award[8]
- 1966: Okinawa Times Cultural Award
- 1966: Ryukyu Government Award
- 1971: Japan Record Award Children's Song Award
- 1980: Jinjin, Orden des Heiligen Schatzes, Fünfte Klasse[9]